# Söderkåkar

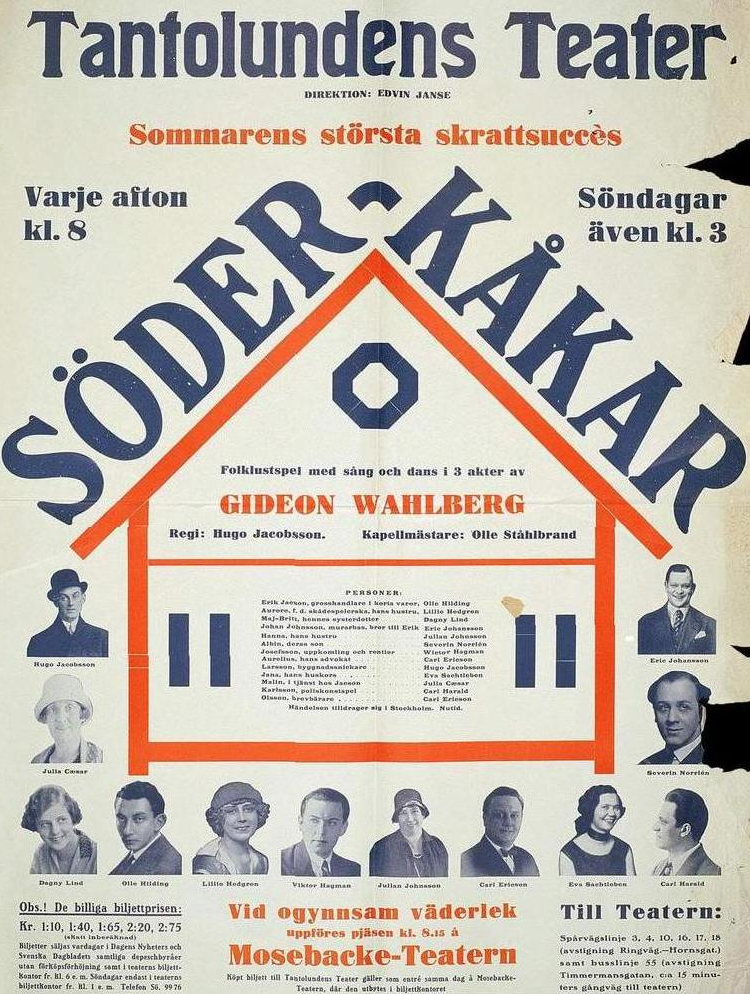
Affischen för originaluppsättningen 1930.

Söderkåkar är ett folklustspel av Gideon Wahlberg med premiär 7 juni 1930 på Tantolundens friluftsteater på Södermalm i Stockholm, regi av Hugo Jacobson. På hösten flyttades uppsättningen in på Mosebacketeatern i samma stadsdel och spelades sammanlagt i 240 föreställningar.

## Handling
Erik och Johan är bröder och boende i några gamla kåkar på Södermalm som de har ärvt från sina föräldrar. Erik är gift med skådespelerskan Aurore och driver en affärsrörelse. Tillsammans med dem bor även Aurores systerdotter Maj-Britt, sedan hennes mor avlidit. Deras livsstil är ståndsmässig och dyr. På andra sidan gården och under betydligt enklare förhållanden bor Johan med sin hustru Hanna och deras son Albin. Albin läser, trots sin enkla bakgrund, till ingenjör och är förälskad i Maj-Britt. Johan har gått den långa vägen och är murarbas på olika byggen på Södermalm. De båda bröderna har med åren glidit ifrån varandra, både vad gäller umgänge och livsstil. Roten till brödernas osämja är emellertid den fördelning av arvet som skedde efter deras mors död, där Erik, som hade läshuvud och var mordens favorit, fick den större delen. 
I Eriks och Aurores hushåll bor även den kärlekskranka hushållerskan, Malin, som uppvaktas av brevbärare och polismän. Hon underhåller sina kärleksaffärer genom att bjuda friarna på snaps i trädgården. Johan och Hanna umgås flitigt med Johans kollega, Larsson, och dennes fru, Jana.
Situationen för Erik har emellertid blivit svår, hans affärsrörelse går dåligt och han är hårt ansatt av lånehajen Josephson. Josephson har för sin del planer på att gifta sig med den unga Maj-Britt, vilket även skulle lösa Erik från hans skulder. Maj-Britt är ointresserad men efter påtryckningar från Aurore går Maj-Britt med på arrangemanget. Emellertid ser Erik hur förkrossad Maj-Britt är och uppmanar henne att följa sitt hjärta och gifta sig med Albin. När det står klart för Josephson att Maj-Britt inte kommer gifta sig med honom tillkännager han att han har för avsikt att försätta Erik i konkurs. Vid denna vetskap väljer Erik att ta sitt liv, men räddas i sista stund av brodern Johan. Aurore inser vilken skandal det kommer bli och efter en rendezvous med Josephson väljer hon att stämma möte med honom, för att fly till Paris.
Johan blir djupt berörd av broderns tilltag och förstår att ingen kan hjälpa hans bror utom han. Johan och Hanna har, trots sin anspråkslösa livsstil, stora tillgångar tack vare Johans orörda morsarv och Hannas ekonomiska talang. Johan bestämmer sig slutligen för att rädda Erik undan konkurs. Han får samtidigt reda på att Aurore tänker lämna Erik för Josephson. Johan väljer då att slå två flugor i en smäll och löser Eriks skulder samtidigt som han jagar iväg Josephson från mötet med Aurore. Efter ett förtroligt samtal med Johan inser Aurore att  hon har agerat felaktigt och hon återgår till sin man och hon och Johan försonas. Erik får reda på att Johan har räddad honom undan konkursen och de båda bröderna försonas därmed slutligen under Albins examensfest. För första gången på 25 år dukar de långbord tvärs över gården och Albins och Maj-Britts förlovning tillkännages.

## Rollista 1930

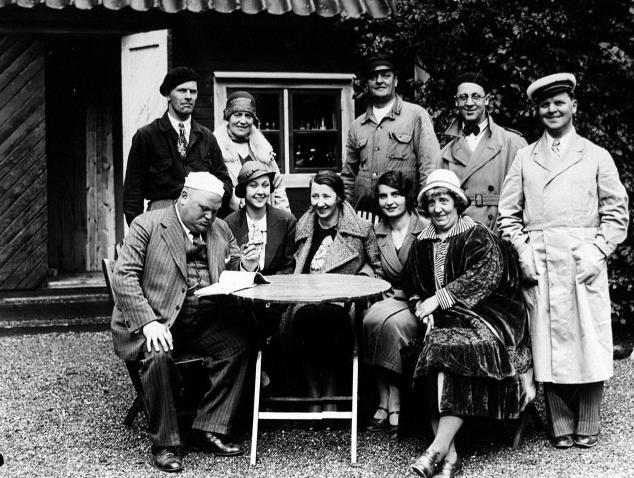
Söderkåkars ensemble 1930.

- Erik Janson, Johans bror – Olle Hilding
- Aurore, före detta skådespelerska, hans hustru – Lillie Hedgren
- Maj-Britt, hennes systerdotter – Dagny Lind
- Johan Johansson, murarbas, bror till Erik – Erik Johansson
- Hanna, hans hustru – Jullan Jonsson
- Albin, deras son, styrman – Severin Norrlén
- David Josephson, uppkomling och rentier – Wictor Hagman
- Aurelius, hans advokat - Carl Ericson
- Larsson, byggnadssnickare – Hugo Jacobson
- Jana, hans huskors – Eva Sachtleben
- Malin, I tjänst hos Janson – Julia Caesar
- Karlsson, poliskonstapel – Carl-Harald
- Olsson, brevbärare – Carl Ericson

## Filmatiseringar
Lustspelet filmades redan 1932, se Söderkåkar (film). 1970 gjordes en TV-version i sex delar med bl.a. Arne Källerud, Tor Isedal, Sune Mangs, Gunn Wållgren, Mille Schmidt och Monica Zetterlund. Se Söderkåkar (TV-serie). År 2006 gjorde Stefan & Krister sin version av den, Brännvin och fågelholkar. Där har handlingen förflyttats till Halland och den har visats i TV4 under titeln Söderkåkar.
En vanligt förekommande replik av Malin, i tv-serien från 1970 spelad av Monica Zetterlund, var "Karlar, det är mitt liv, se!".

## Musik
Söderkåkar innehåller flera sångnummer med låtar som blivit örhängen, däribland den av Gideon Wahlberg komponerade Dansen går på Svinnsta skär, Emil Norlanders och John Redlands Den gula paviljongen samt Sista man på Skansen och Jungfrun på Jungfrusund.